# Aeroplane (revista)
Airplane (anteriormente Airplane Monthly) es una revista británica dedicada a la aviación, con especial atención a la historia y la preservación de la aviación.

## The Aeroplane
El semanario The Airplane se lanzó en junio de 1911 bajo la dirección del editor fundador C. G. Gray y Victor Sassoon. Gray siguió siendo editor hasta noviembre de 1939.

## Aeroplane Monthly
El número 1 de Airplane Monthly se publicó en mayo de 1973 a un precio de venta de 30 peniques,  en asociación con Flight International, por IPC Media. El fundador fue Richard T. Riding (1942-2019), cuyo padre, EJ Riding, había sido fotógrafo de la revista The Airplane de los años 40.  La revista ahora es propiedad de Key Publishing Ltd y tiene su sede en Stamford, Lincolnshire. 
La revista es la sucesora de una publicación semanal anterior llamada The Airplane, fundada en 1911. 